# Zakarpatje
Zakarpatje ili Zakarpatska Ukrajina (ukrajinski: Закарпаття, Закарпатська Україна, rumunjski: Transcarpatia, poljski:  Zakarpacie, mađarski: Kárpátalja) je pokrajina smještena većim dijelom u zapadnoj Ukrajini te manjim dijelom u Slovačkoj, Poljskoj i Rumunjskoj. Kroz povijest je pokrajina bila poznatija kao Karpatska Rus'. Termin Rus' na te je prostore došao iz središnje Ukrajine u razdoblju između 9. i 11. stoljeća. 

## Povijest
Na prostoru Zakarpatja u 6. i 7. stoljeću žive Bijeli Hrvati. Dio Hrvata nakon 7. stoljeća seli prema Jadranskom moru, a dio ih se asimilira s narodom koji u 11. stoljeću prihvaća naziv Rusini.[nedostaje izvor] Tada se po prvi puta stvara pojam Zakarpatska Rus'. Središte zakarpatskih Rusina tada predstavlja grad Kijev i Galič, no lokalno stanovništvo ima snažne veze i s drugim gradovima središnje Europe.[nedostaje izvor] U 9. stoljeću te su zakarpatske prostore manjim dijelom naselili i Mađari. 
Padom Kijevske Rusi u 13. stoljeću, na te prostore stižu novi valovi Rusina, posebno s prostora Galicije u zapadnoj Ukrajini. Ta seoba traje sve do 16. stoljeća kada prostore Zakarpatja naseljavaju i Vlasi. Vlasi su bili romanizirano stanovništva s Balkanskog poluotoka koje su Rusini brzo asimilirali. Vlasi su se nastanili duž cijeloga karpatskoga planinskog područja, sve do Moravske. 
Dio Zakarpatja potpao je pod nadzor Ugarske već u drugoj polovici 11. stoljeća. Ugarska vlast nad središnjim dijelom Panonske zavale održala se sve do 1526. godine kada je Osmansko Carstvo pokorilo veći dio Ugarske. Mali ostatak Ugarske, uključujući i područje naseljeno Rusinima, podijelile su habsburška Austrija, koja je polagala pravo na nasljedstvo ugarske krune, te poluautonomna ugarska kneževina Erdelj. Ipak, dominantna regionalna sila na tom prostoru i dalje je bilo Osmansko Carstvo, čija je nazočnost potrajala sve do potkraj 18. stoljeća. 
U 18. stoljeću nad Zakarpatjem su zavladali Habsburzi. Mađarsko Kraljevstvo pod habsburškom krunom vladalo je Zakarpatjem do 1918. godine. Početkom 20. stoljeća stvorena je Karpatska Rus', potom Karpatska Ukrajina i zatim Zakarpatska oblast u sklopu Ukrajine. Oko 55.000 nacionalno osviještenih Rusina širom svijeta do danas tvrdi da imaju posebno pravo na Zakarpatsku oblast i njezinu nezavisnost jer se ne smatraju Ukrajincima iz više razloga. Veliku ulogu u ovom kontroverznom političkom pitanju ima i vlast u Moskvi.
Ukrajinci tvrde da je Zakarpatje povijesno njihova zemlja opravdavajući da su lokalni Rusini zadržali poseban identitet i njihov stari naziv za zapadne Ukrajince zbog toga što nisu bili povezani s ukrajinskim narodnim preporodom. Ono što povezuje Rusine i Ukrajince jesu gotovo identični jezici, grkokatolička vjeroispovijest i povijesni naziv Rus' koji Ukrajinci smatraju povijesnim imenom Ukrajine. Jedna od ključnih osoba koja ukazuje na različitost između Rusina i Ukrajinaca je kanadski povjesničar Paul Robert Magocsi.   

## Zemljopis
Zakarpatje je karpatska regija, a nalazi se u većinom u zapadnoj Ukrajini u Zakarpatskoj oblasti na južnim padinama istočnih Karpata i sjevernome dijelu Panonske nizine, na granici s Poljskom, Slovačkom, Mađarskom i Rumunjskom. Manji dio pokrajine nalazi se u slovačkim Prešovskom i Košickom kraju, jugoistočnoj Poljskoj i rumunjskoj pokrajini Maramureš. Regija je omeđena rijekama Tisom na istoku, a na zapadu s Hornád i Poprad.

## Stanovništvo
Zakarpatje je oduvijek predstavljalo izrazito multikulturalnu sredinu koja se nalazila pod stranim vlastima. Te su prostore prelazili gotovo svi Slaveni, ali i Mađari, Vlasi, Rumunji i drugi narodi. U Zakarpatju se zadržao i stari zapadnoukrajinski naziv Rusini koji je do danas ostao predmet kontroverzi među povjesničarima. Oko 55.000 Rusina u svijetu smatra se posebnom nacijom, a na isti način tako se precipira 10.000 Rusina u Ukrajini.
Prema popisu stanovništva iz 1880. godine, stanovništvo današnjeg područja Zakarpatja bilo je sastavljeno od:
- Rusini = 244.742 (59,8%)
- Mađari = 105.343 (25,7%)
- Nijemci = 31.745 (7,8%)
- Rumunji = 16.713 (4,1%)
- Slovaci i Česi = 8.611 (2,1%)
- Ostali = 1.817 (0,5%)

Prema popisu stanovništva iz 1989. godine, stanovništvo je bilo sastavljeno od:
- Ukrajinci = 976.749 (78,4%)
- Mađari = 155.711 (12,5%)
- Rusi = 49.456 (4,0%)
- Rumunji = 29.485 (2,4%)
- ostali

Prema popisu stanovništva iz 2001. godine, stanovništvo Zakarpatske oblasti:
- Ukrajinci = 1.010.100 (80.5%)
- Mađari = 151.500 (12,1%)
- Rumunji = 32.100 (2,6%)
- Rusi = 31.000 (2,5%)
- Romi = 14.000 (1,1%)
- Rusini = 10.100 (0,8%)
- Slovaci = 5.600 (0,5%)
- Nijemci = 3.500 (0,3%)

## Vanjske poveznice
- Zakarpatjska Ukrajina Enciklopedija Ukrajine

### Ostali projekti
|  | Zajednički poslužitelj ima još gradiva o temi Zakarpatje |